# Chiến dịch phản công Tikhvin
Chiến dịch phản công Tikhvin (10 tháng 11 năm 1941 - 30 tháng 12 năm 1941) là một trận đánh diễn ra giữa quân đội Liên Xô và quân đội Đức quốc xã trong Chiến tranh Xô-Đức thuộc Chiến tranh thế giới thứ hai. Nó diễn ra ngay sau khi giai đoạn phòng ngự ở khu vực Tikhvin kết thúc và là một thắng lợi quan trọng của quân đội Liên Xô. Chiến thắng này đã khiến kế hoạch bao vây hoàn toàn thành phố Leningrad của quân Đức bị phá sản và giúp quân đội Liên Xô giữ vững được tuyến tiếp tế với thành phố thông qua hồ Ladoga.

## Thời gian và địa điểm

### Địa điểm
Trận đánh diễn ra ở khu vực phía Đông của tỉnh Leningrad. Phía Bắc của khu vực chiến sự được giới hạn bởi tuyến đường sắt Sinyavino - Voybokalo - Volkhov. Ranh giới phía Nam là khu vực Volkhov và tuyến đường sắt đến Tikhvin ở khu vực phía Bắc, Đông và Nam thành phố này (một số đoạn nhỏ do quân Đức chiếm giữ), sau đó vòng xuống ga Taltsy Berezhok, đi qua khu vực phía Đông và Đông Nam Malaya Vishera và tiến tới Volkhov ở phía Bắc Dubrovka (???). Ranh giới phía Tây là khu vực từ Kirishi vòng lên Tây Bắc tới Voronovo (???) và lại trở về tuyến đường sắt Sinyavino - Voybokalo - Volkhov. Đến cuối chiến dịch, trận tuyến về cơ bản chạy dọc theo bờ Đông sông Volkhov, trong đó quân đội Liên Xô chiếm giữ một số đầu cầu bên bờ Tây và quân Đức chiếm một số đầu cầu bên bờ Đông, ví dụ như tại Kirishi. Trận tuyến từ Kirishi chạy dọc lên phía Tây Bắc, chạy qua tuyến đường sắt Kirishi - Mga nhưng không hướng tới Mga mà kết thúc ở bờ Tây hồ Ladoga.
Chiến sự diễn biến tại một mặt trận dài 300-350 cây số, và kết thúc chiến dịch quân đội Liên Xô đã đẩy lùi quân Đức 100-120 cây số, trung bình 1 ngày tiến được 2-2,5 cây số.

### Thời gian
Theo các sử liệu chính thống của Liên Xô, chiến dịch kéo dài từ ngày 10 tháng 11 đến 30 tháng 12 năm 1941. Các mốc thời gian này chỉ mang tính quy ước vì thời điểm phản công của quân đội Liên Xô trên các khu vực mặt trận không giống nhau. Quân đội Liên Xô tại Malaya Vishera phản công vào ngày 12 tháng 11, cụm tác chiến Novgorod phản công vào ngày 10 tháng 11 (đây là mốc bắt đầu chiến dịch), ở Tikhvin bắt đầu vào ngày 19 tháng 11 và ở khu vực Voybokalo là tuần đầu tiên của tháng 12. Ngày kết thúc chiến dịch cũng mang tính quy ước và được cho là mốc khi quân đội Liên Xô thu hồi lại phần lớn các lãnh thổ bị mất bên bờ Đông sông Volkhov.
Chiến dịch phản công Tikhvin diễn ra ngay sau giai đoạn phòng ngự tại Tikhvin, và trước chiến dịch tấn công Lyuban.

## Binh lực và kế hoạch

### Quân đội Đức Quốc xã
- Một phần Cụm Tập đoàn quân Bắc (tư lệnh: Thống chế Wilhelm Ritter von Leeb)
  - Tập đoàn quân số 16 (Thống chế Georg von Küchler)

Trong giai đoạn tấn công Tikhvin, quân Đức đã vượt sông Volkhov, đánh chiếm thành phố Tikhvin, cắt đứt con đường sắt dẫn tới hồ Ladoga để tiếp tế cho Leningrad và gần như tiếp cận bờ phía Nam của hồ này. Một số đơn vị Đức đã bắt đầu hành tiến theo hướng Bologoye. Tuy nhiên, mục tiêu tối thượng của cuộc tấn công - hội quân với phía Phần Lan để hợp vây hoàn toàn Leningrad vẫn chưa thực hiện được trong khi thiệt hại của quân Đức lúc này đã quá nặng (ví dụ sư đoàn thiết giáp số 8 vào ngày 10 tháng 11 chỉ còn 38 xe tăng và 30% số xe cơ giới thông thường) và lực lượng dự bị thì không đủ, tuyến liên lạc tiếp tế thì đã kéo quá dài mà chủ yếu chỉ dựa trên các tuyến đường bộ đã đóng băng. Ở phía Nam, "cái dằm" tại Malaya Vishera vẫn đứng vững còn ở phía Bắc thì quân Đức bị chặn đứng tại vị trí cách Volkhov 6 cây số. Ở phía Đông trận tuyến dừng lại tại khu vực Ramenye, Dubrovo và Ostrov. Đến đây, việc phát triển tấn công là bất khả thi đối với phía Đức Quốc xã, dù là trên hướng nào.
Trước thực tế này, phía Đức buộc phải chấp nhận dời mục tiêu hội quân với Phần Lan tại sông Svir sang năm 1942 và đình chỉ lại mọi cuộc tấn công tại Tikhvin. Lúc này tình hình ở cánh Nam tỏ ra không thuận lợi đối với quân Đức vì thiếu hụt quân dự bị, ngoài việc chuyển sang phòng ngự thì họ không còn cách nào khác. Tình trạng ở mặt Bắc tại khu vực cho tới bờ Nam hồ Ladoga thì vẫn tiếp tục không thay đổi mấy.
Đối với quân đội Đức, chống giữ Tikhvin là một nhiệm vụ cực kì quan trọng nhằm duy trì một bàn đạp có lợi cho các đợt tấn công có thể xảy ra vào mùa xuân năm sau và kiểm soát tuyến đường sắt tiếp vận cho quân Đức. Tuy nhiên, như đã đề cập, lực lượng của phía Đức đã kiệt quệ sau các trận chiến dữ dội trước đó, đến mức vào ngày 17 tháng 11 Cục tác chiến chiến dịch của Bộ Tư lệnh Đức Quốc xã (OKH) đã phải yêu cầu phía Phần Lan có các hành động tích cực hơn trong việc hiệp đồng với quân Đức, tìm mọi khả năng để khởi sự cuộc tấn công từ sông Svir đến Tikhvin.
W. Erfurt, đại diện của Bộ Tư lệnh Đức tại quân đội Phần Lan đã kể lại như sau:
| “           | Tuy nhiên, mọi người sớm hiểu ra rằng không có cách nào để giải quyết tình trạng khủng hoảng này cả. Người Nga không bao giờ từ bỏ cuộc chiến ở phía Đông Tikhvin. Do sự trì hoãn tấn công của Tập đoàn quân Kareliya (Phần Lan); họ đã lấy các lực lượng khác từ mặt trận này triển khai và mở các đợt phản công vào khu vực của Cụm Tập đoàn quân Bắc. Để giải quyết những mối đe dọa tại các khu vực nguy hiểm này, Bộ Tư lệnh tối cao quân đội Đức đã liên lạc với Tổng hành dinh quân đội Phần Lan để yêu cầu Tập đoàn quân Kareliya, bằng cách tăng cường các hoạt động quân sự, trong bất cứ thời điểm nào có thể phải tấn công quân Nga tại ngay mặt trận của họ. | ” |
| — W. Efrut, | |   |

### Quân đội Liên Xô
Căn cứ theo tình hình quân đội Liên Xô trong khu vực tại thời điểm này, các cán bộ chỉ huy Xô Viết quyết định tổ chức một đợt phản công lớn với mục tiêu không chỉ thu hồi lại những vùng lãnh thổ bị mất mà còn trù tính hợp vây và tiêu diệt toàn bộ quân địch ngay tại Tikhvin và ở toàn bộ bờ Đông sông Volkhov. Mục tiêu này sẽ phải hoàn thành khi quân đội Liên Xô phản công tiến tới hữu ngạn sông Volkhov và đánh chiếm một số đầu cầu bên tả ngạn.
Mục tiêu này được dự tính hoàn thành bởi các đòn tấn công liên tiếp theo hai hướng giao thoa Kirishi - Gruzino. Tập đoàn quân số 4 được giao đảm trách hướng tấn công chính từ Tikhvin tới Budogoshch và Gruzino với nhiệm vụ cắt đứt quân đoàn cơ giới hóa số 39 (Đức) tại Tikhvin. Sau đó Tập đoàn quân sẽ vọt tiến lên giải phóng Volkhov và hội quân với Tập đoàn quân số 54 tại Kirishi và Tập đoàn quân số 52 tại Gruzino, cắt toàn bộ đường rút lui về bờ Tây sông Volkhov của quân Đức.
Ngày 10 tháng 11, Tập đoàn quân số 4 tổ chức lực lượng của mình thành 3 cụm tác chiến chiến dịch ở các khu vực Đông, Bắc, Nam của Tikhvin, và ở giữa cụm Nam và Đông là một lực lượng khác do tướng A. A. Pavlovich chỉ huy. Theo kế hoạch, cụm Bắc sẽ tấn công xuống phía Nam, cắt đứt tuyến đường sắt và đường bộ Tikhvin - Volkhov, tiến tới cắt đứt đường rút lui về phía Tây của quân Đức. Cụm tác chiến Pavlovich thì có nhiệm vụ đánh chiếm tuyến đường bộ và đường sắt Tikhvin - Budogoshch và chặn đường rút lui về phía Tây Nam. Như vậy, nhiệm vụ chung của Tập đoàn quân số 4 không gì khác là bao vây toàn bộ quân Đức trong một "cái chảo" tại Tikhvin. Cụm Nam "trong trường hợp Ivanov và Pavlovich không hoàn thành nhiệm vụ và chiến cục ở ngoại vi phía Tây thành phố bị kéo dài" thì sẽ tấn công cắt đứt đường lui của quân Đức tại khu vực ngoại vi Tây Tikhvin. Cụm Đông và cánh trái của cụm Bắc thì sẽ đánh trực diện vào Tikhvin.
Về phía mình, tập đoàn quân số 54 trước mắt là chặn những cuộc công kích của cụm quân "Beckmann" (thành lập vào ngày 20 tháng 11 năm 1941) trên hướng Volkhov - Voybokalo, sau đó sẽ phản công vào sườn trái của cụm quân này theo hướng Kirishi, cắt đường lui của quân đoàn cơ giới hóa số 39 (Đức) ở phía Tây Volkhov và tiến tới hội quân với Tập đoàn quân số 4, cùng tiêu diệt khối quân Đức bị vây. Đơn vị trực tiếp thực hiện nhiệm vụ này là cụm tác chiến Volkhov được thành lập vào ngày 28 tháng 11 năm 1944. đến ngày 24 tháng 12 được chuyển giao cho Tập đoàn quân số 54.
Còn Tập đoàn quân số 52 phối hợp với Cụm Tác chiến chiến dịch Novgorod và Phương diện quân Tây Bắc tấn công tiêu diệt quân địch ở Malaya Vishera và tiến tới sông Volkhov, hội quân với Tập đoàn quân số 4 và hình thành nên một trận tuyến vững chắc dọc theo dòng sông. Trong đợt phản công, nhiệm vụ của cụm tác chiến mang tính hỗ trợ. На войска группы возлагалось: một tuyến phòng ngự cứng rắn gần Pakhotnaya Gorka tại cửa sông Msta gần Novgorod; trong khi lực lượng chính tiến theo hướng Selishchenskiy Posolok (Selishche), phối hợp với Tập đoàn quân số 52 đánh chiếm 1 đầu cầu bên tả ngạn sông Volkhov tại Selishchenskiy Posolok. Đóng đối diện với hai đơn vị Liên Xô này là các sư đoàn bộ binh số 126 (Đức) và sư đoàn bộ binh số 250 (Tây Ban Nha), về sau còn được tăng viện thêm các sư đoàn bộ binh số 61, 223 và 215 (Đức).
Như vậy binh lực của quân đội Liên Xô trong chiến dịch bao gồm:
- Tập đoàn quân số 54 (thiếu tướng I. I. Fedyuninskiy) trấn thủ vùng bờ Nam hồ Ladoga tại Voronovo, với trận tuyến chạy song song với tuyến đường sắt Mga - Voybokalo - Volkhov và một nửa tuyến đường sắt nối tới Tikhvin. Một phần của Tập đoàn quân được tổ chức thành Cụm tác chiến Volkhov tham gia vào chiến dịch phản công Tikhvin, phần còn lại trấn thủ tại bờ Đông hồ Ladoga tới Sinyavino nhằm ngăn chặn quân Đức tiếp tục thọc sâu sang phía Đông.
- Tập đoàn quân số 4 (đại tướng K. A. Meretskov) trấn thủ khu vực từ cạnh sườn của Tập đoàn quân số 54 chạy dọc theo tuyến đường sắt Volkhov - Tikhvin, che mặt Bắc, Đông và Nam của Tikhvin.
  - Cụm tác chiến chiến dịch Bắc bao gồm 2 trung đoàn của sư đoàn bộ binh số 44 và trung đoàn bộ binh số 1067, (снятая с позиций на lữ đoàn xe tăng số 46 tại sông Svir) có nhiệm vụ tấn công từ phía Bắc và Tây Bắc của Tikhvin;
  - Cụm tác chiến chiến dịch Đông bao gồm các sư đoàn bộ binh số 65, 191, sư đoàn kị binh số 17, một trung đoàn của sư đoàn bộ binh số 44, trung đoàn xe tăng số 121, tiểu đoàn xe tăng độc lập số 128, có nhiệm vụ tấn công từ phía Đông và Đông Nam của Tikhvin.
  - Cụm tác chiến chiến dịch Nam bao gồm sư đoàn bộ binh cận vệ số 4, sư đoàn bộ binh số 92, 292 và trung đoàn xe tăng số 120, có nhiệm vụ tấn công ở phía Nam và Tây Nam của Tikhvin.
  - Ở giữa cụm tác chiến Nam và Đông là một cụm tác chiến khác bao gồm sư đoàn xe tăng số 60 và sư đoàn kị binh số 27 nằm dưới sự chỉ huy của tướng A. A. Pavlovich.
- Tập đoàn quân số 52 (trung tướng N. K. Klykov) trấn thủ mặt Đông Bắc của Malaya Vishera đi qua Taltsy tới gần vị trí của Tập đoàn quân số 4, nhưng không tiếp giáp với tập đoàn quân này do địa hình cách trở.
- Cụm tác chiến chiến dịch Novgorod trấn thủ từ Malaya Vishera đến Volkhov ở phía Bắc Novgorod và ở các khu vực phía Nam dọc theo sông Volkhov.

## Diễn biến

### Phản công tại khu vực Malaya Vishera
Ngày 10 tháng 11 năm 1941, một phần của cụm tác chiến nổ súng phản công, tuy nhiên không thu được kết quả gì đáng kể. Ngày 12 tháng 11, một phần Tập đoàn quân số 52 cũng bắt đầu tấn công ở phía Nam và Đông của Malaya Vishera. Trong những ngày sau đó, đợt tấn công của quân đội Liên Xô tiến triển rất chậm, với mục tiêu trước mắt là giải phóng điểm dân cư Malaya Vishera. Tập đoàn quân số 52 tấn công trên một dải trận tuyến 48 cây số từ Zelenshiny (???) tới làng Poddubye 14 cây số ở phía Nam Malaya Vishera; nhưng đợt công kích của Tập đoàn quân không được tổ chức với những mũi xung kích mạnh mà kéo dài trên toàn bộ trận tuyến của bốn sư đoàn tại thê đội đầu tiên. Chính vì vậy, mũi tấn công trực diện vào các cứ điểm mạnh tại Malaya Vishera chỉ bao hàm lực lượng gồm 2 trung đoàn của sư đoàn bộ binh số 259, không nhận được sự yểm hộ đúng mức của pháo binh và thậm chí hoạt động trinh sát địa hình cũng không được thực thi đầy đủ. Đến ngày 20 tháng 11, mũi tấn công chuyển hướng và bất ngờ tập kích vào cứ điểm của quân Đức vào ban đêm, buộc quân Đức phải rút bỏ khỏi điểm dân cư này; tuy nhiên những ngày sau đó đợt tấn công vẫn tiến triển chậm. Chiến sự chỉ diễn ra tại Malaya Vishera trong ngày 16 tháng 11, tuy nhiên Franz Halder đã mô tả chiến cục trong thời điểm đó là "rất căng thẳng".
Đến ngày 9 tháng 12, quân đội Liên Xô cũng chỉ mới tiến được 9 cây số ở phía Tây của Malaya Vishera. Tuy nhiên, sức ép của phía Liên Xô vẫn rất dữ dội, như theo ghi chú trong nhật ký của Franz Halder ngày 12 tháng 12. Quân Đức tiếp tục triệt thoái đều đặn, kể cả lực lượng đồng minh Tây Ban Nha trước sức tấn công của Cụm tác chiến Novgorod cũng phải lần lượt rút bỏ các điểm dân cư Posad, Otenskiy (???) và Shevelevo. Ngày 15 tháng 12, các đơn vị Đức và đồng minh được lệnh phải triệt thoái khỏi khu vực Malaya Vishera và rút về tả ngạn sông Volkhov. Ngày 23 tháng 12, quân Đức rút về bờ Tây và quân đội Liên Xô bám sát theo sau, tiếp cận sông Volkhov, khôi phục lại chiến tuyến vào tháng 10 năm 1941 và bắt đầu tổ chức đánh chiếm các đầu cầu vượt sông. Đến ngày 25, các sư đoàn số 259 và 267 đã chiếm được các đầu cầu gần Gruzino, sư đoàn bộ binh số 111 đánh chiếm khu vực Vodosye tại phía Đông Bắc Chudovo trên tuyến đường sắt Kirishi-Chudovo. Quân Đức vẫn giữ được một đầu cầu phía Đông sông Volkhov tại khu vực Gruzino cho đến khi quân đội Liên Xô mở đợt tấn công lớn giải phóng tỉnh Leningrad vào tháng 1 năm 1944.

### Phản công tại khu vực Tikhvin - Kirishi

#### Tập đoàn quân số 4 giải phóng Tikhvin
Ngày 19 tháng 11, Tập đoàn quân số 4 nổ súng tấn công. Cuộc tiến công của Tập đoàn quân ngay lập tức gặp phải sự chống cự quyết liệt của quân Đức và chiến sự nhanh chóng trở nên hết sức ác liệt. Phía Đức không chỉ kháng cự dữ dội mà còn liên tục mở nhiều đợt phản kích. Các cụm tác chiến của Tập đoàn quân số 4 đều không hoàn thành nhiệm vụ: lực lượng chính của cụm Đông (sư đoàn bộ binh số 65) đánh từ phía Đông Nam và Đông chỉ có thể tiếp cận tới ngoại ô thành phố; cụm Nam ban đầu đạt được một ít thành quả ở theo hướng Sitomlya nhưng rồi cũng phải dừng bước; cụm Pavlovich thì không đạt được thành quả gì đáng kể. Cánh phải của cụm Bắc thì thành công hơn cả khi sư đoàn bộ binh số 44 khi hạ gục một cứ điểm mạnh ở làng Lazarevichi, nhưng không thành công trong việc cắt đứt tuyến đường sắt Tikhvin - Volkhov và sau đó lại bị quân Đức đẩy khỏi Lazarevich; dầu sao do tuyến đường Tikhvin - Volkhov lúc này đã nằm trong tầm bắn của quân đội Liên Xô nên quân Đức không thể sử dụng nó để rút lui hay tiếp vận mà phải sử dụng một tuyến đường bộ chạy từ Tikhvin đi qua Lipnaya Gorka và chạy tới Budogoshch. Ngày 26 tháng 12, quân đội Liên Xô mở lại cuộc tấn công với mục tiêu như cũ, nhưng không đạt kết quả gì đáng kể.
Quân đội Liên Xô bắt đầu tái tổ chức lại lực lượng và vạch kế hoạch tấn công mới. Mũi chủ lực được chuyển sang cánh trái của Tập đoàn quân. Lữ đoàn bộ binh xung kích tăng cường của cụm tác chiến Pavlovich được giao nhiệm vụ tấn công dọc theo sông Syas. Còn cánh phải của cụm tác chiến Bắc thì tổ chức một mũi phụ công. Sư đoàn số 65 sẽ tiếp tục mũi tấn công của nó vào Tikhvin, chuyển khu vực tấn công trọng yếu từ phía Nam và Tây Nam của thành phố. Trong thời gian này, vào cuối tháng 11 năm 1941 quân Đức đã điều sư đoàn bộ binh số 61 từ Baltic - vốn vừa tham chiến ở quần đảo Moonsund - sang tăng cường cho hệ thống phòng thủ tại Tikhvin.
Tập đoàn quân số 4 tiếp tục nổ súng tấn công vào ngày 5 tháng 12 và lần này đã nhanh chóng thu được thành quả. Trong ngày đầu tiên, cụm tác chiến Bắc đã quét sạch quân Đức khỏi hữu ngạn sông Tikhvin tại khu vực Ovino và Lazarevich (nhưng mãi đến ngày 9 tháng 12 mới có thể vượt sông), tiến tới cắt đứt tuyến đường bộ Tikhvin - Volkhov. Cụm tác chiến Pavlovich cũng trong ngày này đánh chiếm Novoandreevo và Shibenets, cắt luôn tuyến đường bộ Tikhvin - Budogoshch và tiếp tục tiến tới Lipnaya Gorka. Cụm tác chiến Đông đến ngày 8 tháng 12 đã đục thủng khu vực phòng ngự ở vùng ngoại ô và tiến vào ngoại vi Tikhvin. Cụm tác chiến Nam tiếp tục đột phá tới Sitomlya và đánh chiếm một phần tuyến đường bộ Sitomlya - Budogoshch (mà họ đã gần tiếp cận nó vào ngày 3 tháng 12). Đứng trước nguy cơ bị bao vây, trung tướng Hennicke, tư lệnh sư đoàn bộ binh số 61 (Đức) và là chỉ huy của khối quân đồn trú Tikhvin, quyết định chống lại lệnh tử thủ của Hitler và cho quân rút bỏ thành phố. Nhằm phá vỡ vòng vây đang dần dần khép chặt, phía Đức đã tổ chức một đợt phản kích mạnh, mở một hành lang chạy thoát ra ngoài và nhờ đó đã cứu sống lực lượng đồn trú.
Ngày 8 tháng 12, bộ chỉ huy Đức Quốc xã bắt đầu cho di tản khỏi Tikhvin, bỏ lại một lượng lớn vũ khí và trang bị quân sự (42 đại bác, 46 súng cối, 190 súng máy, 102 xe tải, 27 xe tăng, 10 xe bọc thép, 2.700 súng trường, 110 súng tự động, 28.000 viên đạn đại bác, 30.000 lựu đạn, 17.500 mìn, 210.000 đạn súng bộ binh cùng rất nhiều kho tàng lương thực, nhiên liệu). Sang ngày 9, các sư đoàn bộ binh số 65 (Liên Xô) từ phía Nam và sư đoàn bộ binh số 191 (Liên Xô) từ phía Đông Bắc bắt đầu mở 2 đột tấn công dữ dội vào Tikhvin, lúc này đang được chống giữ bởi lực lực lượng chặn hậu là trung đoàn bộ binh số 151 của sư đoàn bộ binh số 61 (Đức). Sau một trận chiến đường phố, Tikhvin được giải phóng vào ngày hôm đó. Cùng ngày 9 tháng 12, Thống chế Wilhelm von Leeb ra lệnh nắn thẳng trận tuyến tại khu vực, điều này đồng nghĩa với việc triệt thoái về phía Volkhov.
Từ thời điểm này, trận đánh trở thành một cuộc rượt đuổi với một bên là các lực lượng truy kích của Hồng quân Xô Viết, một bên là các đội chặn hậu của quân Đức nhằm bảo vệ cho lực lượng chính rút lui an toàn và duy trì hành lang Volkhov. Cả hai bên đều chiến đấu trong tình hình thời tiết khắc nghiệt và điều kiện tiếp tế, liên lạc rất khó khăn:
| “           | Tình hình trở nên rất tồi tệ: những binh sĩ trong tình trạng mệt mỏi, kiệt sức, bị thương chảy máu, nhiều ngày chưa được ăn bữa ăn nóng, trên người mang những vết thương thì đóng băng đang lê bước trên đường. Xung quanh những hàng người vận đồ xám - kiểu quân phục mùa đông vô cùng hiếm thấy (!) - là các xe tăng Nga bò lổm ngổm, những kỵ binh Xô Viết đang phi nhanh như tên bắn và những chuỗi rời rạc lính bộ binh của đối phương. Thêm vào đó, những chiếc phi cơ tàn tạ cứ như con diều bay trên những cột lửa, và бортового оружия càng lúc càng tạo thêm nhiều lỗ thủng trên chúng. | ” |
| — W. Haupt, | |   |

Ở phía Tây Nam, cụm tác chiến Đông (Trung tâm) và cụm tác chiến Nam tiếp tục cuộc truy đuổi quân Đức; còn ở phía Bắc, cụm tác chiến Bắc hành tiến tới Ostasheva Gorka - Zelenets. Theo kế hoạch của bộ tham mưu Tập đoàn quân số 4, ngày 10 tháng 12 cụm Đông phải tiếp cận sông Syas và kiểm soát bàn đạp vượt sông, đến ngày 11-12 tháng 10 thì phải quét sạch quân Đức khỏi phía Đông Sitomlya, còn cụm Bắc thì tiến tới tuyến Ostasheva Gorka (Gorka) - Zelenets. Sau đó, trong các ngày 13-15, tập đoàn quân tiếp tục truy kích quân Đức và cụm tác chiến Bắc sẽ tiến tới nhà ga Myslino và cụm Trung tâm thì mục tiêu là Budogoshch. Tuy nhiên, cuộc tấn công diễn ra chậm hơn dự kiến và mãi tới ngày 15 tháng 12, quân đội Liên Xô mới giải phóng Sitomlya và ngày 19 thì tiếp cận sông Lynka. Việc này khiến quân Đức bị đe dọa bao vây ở phía Đông Nam Volkhov và, trong tình hình Tập đoàn quân số 54 cũng đang tấn công quyết liệt, quân Đức buộc phải rút lui. Ngày 24 tháng 12 toàn bộ tuyến đường sắt Tikhvin - Volkhov sạch bóng quân Đức. Ngày 21 tháng 12, Budogoshch được giải phóng, và cũng ngày đó cánh phải của Tập đoàn quân số 4 gặp các sư đoàn cận vệ số 3 và sư đoàn bộ binh số 310 thuộc Tập đoàn quân số 54 tại sông Lynka, cách Volkhov 20 cây số về phía Đông Nam. Hôm sau (22 tháng 12), sư đoàn bộ binh số 65 và 92 thuộc tập đoàn quân số 4 tiếp cận bờ sông Volkhov giữa Kirishi và Lezno và bắt đầu tổ chức vượt sông theo chỉ thị của Đại bản doanh là mở ngay một cuộc tấn công quy mô lớn tiếp theo mà không có thời gian tạm nghỉ, với mục đích nhằm giải phóng Novgorod cùng vùng phía Đông của Leningrad. Về sau, mục tiêu cuộc tấn công được chỉnh sửa lại và nó trở thành cái gọi là chiến dịch tấn công Lyuban đầy thảm họa.
Trước đó, ngày 17 tháng 12 các Tập đoàn quân số 4 và số 52 được sáp nhập thành Phương diện quân Volkhov, và Cụm tác chiến Novgorod cũng được sáp nhập vào Tập đoàn quân số 52.
Trong 10 ngày cuối cùng của năm 1941, Tập đoàn quân số 4 tiếp tục tấn công, đẩy lui quân Đức về tuyến sông Volkhov và tổ chức vượt sông, tuy nhiên họ chỉ đánh chiếm được một số bàn đạp nhỏ trên tả ngạn sông Volkhov. Các cuộc tấn công nhằm xóa sổ đầu cầu của quân Đức tại Kirishi cũng không thành công.

## Kết quả
Chiến dịch phản công Tikhvin cùng với chiến dịch phản công Donbass-Rostov là một trong những trận phản công quy mô lớn đầu tiên của Hồng quân Xô Viết. Nếu trong giai đoạn phòng ngự ở Tikhvin, quân đội Liên Xô đã chặn đứng kế hoạch bao vây Leningrad và hội quân với quân Phần Lan của quân đội Đức, thì đợt phản công tại Tikhvin đã làm phá sản hoàn toàn kế hoạch đó, khiến mục tiêu của quân Đức trở nên bất khả thi về mặt chiến lược. Từ sau thất bại tại Tikhvin, quân Đức tại khu vực Tây Bắc của mặt trận Xô-Đức đã vĩnh viễn đánh mất quyền chủ động chiến lược của mình. Một số thành quả rất quan trọng của chiến dịch phản công chiến lược Tikhvin chính là thu hồi lại những vùng đất đai bị mất và khôi phục lại quyền kiểm soát tuyến đường sắt chiến lược Tikhvin-Volkhov.
Chiến dịch phản công Tikhvin cùng với sự kháng cự quyết liệt của Hồng quân trong giai đoạn phòng ngự Tikhvin đã giáng cho quân Đức những tổn thất hết sức nặng nề. Tám sư đoàn Đức (trong đó có 2 sư đoàn xe tăng và 2 sư đoàn cơ giới hóa) đều bị đánh thiệt hại nặng, ví dụ như sư đoàn cơ giới hóa số 18 sau chiến dịch chỉ còn 741 người, so với binh lực ban đầu là 10.000 người. Đồng thời, những thất bại tại Tikhvin cũng buộc quân Đức phải kéo thêm 5 sư đoàn từ các khu vực khác lên tăng cường cho mặt trận này.
Các hoạt động chiến sự tại Tikhvin cũng cung cấp nhiều kinh nghiệm tác chiến quý báu trong các lĩnh vực như chiến thuật và cơ cấu lực lượng, nhất là nó đã làm cho các chỉ huy Hồng quân nhận thấy sự cần thiết trong việc khôi phục lại tổ chức cấp quân đoàn. Chiến thắng Tikhvin cũng giúp củng cố tinh thần quân đội và nhân dân Xô Viết, nhất là đối với cư dân và với lực lượng phòng thủ Leningrad, và làm suy giảm tinh thần chiến đấu của quân Đức và các đồng minh. 1.179 quân nhân trong các tập đoàn quân số 52 và số 4 đã được trao thưởng các huân, huy chương vì thành tích chiến đấu, trong đó 11 người được trao thưởng danh hiệu Anh hùng Liên Xô.
Tất nhiên cuộc tấn công của quân đội Liên Xô không phải là không có khuyết điểm và thiếu sót, kể cả ở cấp độ chiến thuật (thực hiện công kích vỗ mặt vào các cứ điểm mạnh của quân địch thay vì đột kích, vu hồi, bao vây, phối hợp giữa các đơn vị quân chưa được tốt) và chiến dịch. Các mục tiêu chiến dịch không được hòn thành đầy đủ. Mục tiêu bao vây và tiêu diệt hoàn toàn quân Đức ở bờ Đông sông Volkhov cũng như ở Tikhvin đã không thực hiện được. Quân Đức dù bị đánh bại và thiệt hại nặng nề nhưng vẫn rút lui có tổ chức về bồ bên kia sông Volkhov và tổ chức phòng ngự tại đây.

### Hồi ký
- Гальдер Ф. От Бреста до Сталинграда. Военный дневник. Ежедневные записи начальника генерального штаба сухопутных войск 1941—1942 годов. — Смоленск: Русич, 2001. — 656 с. — (Мир в войнах). — ISBN 5-313-00026-8 (Franz Halder. Từ Brest tới Stalingrad. Nhật ký chiến tranh. Ghi chép hàng ngày của Tổng tham mưu trưởng quân đội Đức Quốc xã trong giai đoạn 1941-1942. - Smolensk: Rusich, 2001. - tr. 656 - (Thế giới trong chiến tranh). - ISBN 5-313-00026-8)
- Мерецков К. А. На службе народу. — М.: Политиздат, 1968. (K. A. Meretskov. Phục vụ nhân dân. Nhà xuất bản Chính trị, Moskva 1968)
- Стахов Х. Г. Трагедия на Неве. Шокирующая правда о блокаде Ленинграда. 1941-1944 / Пер. Ю. Лебедева. — М.: Центрполиграф, 2008. — 416 с. — (За линией фронта. Мемуары). — ISBN 978-5-9524-3660-2 (Kh. G. Stakhov. Bi kịch trên dòng sông Neva. Những sự thật chấn động về trận bao vây Leningrad 1941-1944. Tsentrpoligraf, Moskva 2008. Người dịch: Yu. Lebedev.)
- Хаупт В. Группа армий «Север». Бои за Ленинград. 1941 - 1944. / Пер. Е. Захарова. — М.: Центрполиграф, 2005. — 384 с. — (За линией фронта. Мемуары). — ISBN 5-9524-1672-1 (W. Haupt. Cụm Tập đoàn quân Bắc. Những trận chiến ở Leningrad 1941-1944. Tsentrpoligraf, Moskva 2005. (Đằng sau chiến tuyến - Hồi ký). Người dịch: Ye. Zakharov.)

### Nghiên cứu lịch sử
- Исаев А. В. Пять кругов ада. Красная армия в котлах. — М.: Эксмо, 2008. — 416 с. — ISBN 978-5-699-28995-0 (A. V. Isayev. Vòng lửa địa ngục. Những "cái chảo" của Hồng quân. Eksmo, Moskva 2008.)
- Кривошеев Г. Ф. Россия и СССР в войнах XX века. Потери вооруженных сил: Статистическое исследование. — М.: Олма-Пресс, 2001. — 320 с. — ISBN 5-17-024092-9 (G. F. Krivosheyev. Nga và Liên Xô trong những cuộc chiến của thế kỷ 20. Tổn thất của lực lượng vũ trang: nghiên cứu thống kê. Olma-Press, Moskva 2001.)

### Xuất bản
- Самосоненко Г., Сяков Ю. Освобождение Тихвина Lưu trữ ngày 4 tháng 7 năm 2011 tại Wayback Machine // Газета «Вести». — СПб., 2006.